# Padre Carvalho
Padre Carvalho is een gemeente in de Braziliaanse deelstaat Minas Gerais. De gemeente telt 6.176 inwoners (schatting 2009).

## Aangrenzende gemeenten
De gemeente grenst aan Fruta de Leite, Grão Mogol, Josenópolis, Rio Pardo de Minas en Rubelita.